# Jonathan Greenard
Jonathan Greenard (Hiram, Georgia, 25 de mayo de 1997) es un jugador profesional estadounidense de fútbol americano que se desempeña en la posición de defensive end para los Minnesota Vikings equipo de la National Football League (NFL).

## Carrera
Fue seleccionado en la tercera ronda en la Reunión Anual de Selección de Jugadores de la NFL de 2020. Hizo su debut profesional con el equipo Houston Texans, donde lleva jugando cuatro temporadas.